# مضخة محورية التدفق

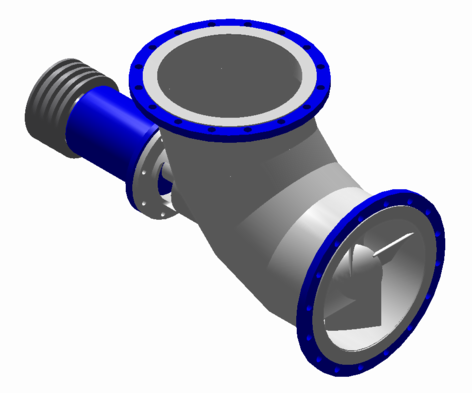
مضخة محورية التدفق للاستخدام الصناعي

المضخة محورية التدفق هي أحد أنواع المضخات الشائعة. تتكون أساساً من مروحة دافعة (دفاعة محورية) موضوعة في أنبوب.

يُمكن أن تُدارالمروحة الدافعة مباشرة عن طريقمحرك كهربائي معزول وموضوع في الأنبوب، أو عن طريق محرك كهربائي خارجي أومحرك ديزل أو محرك بنزين متصل بالأنبوب من الخارج، أو بواسطة عمود إدارة قائم الزاوية يثقب الأنبوب.
لا تغير جسيمات المائع مواضعها الشعاعية خلال تدفقها في المضخة، حيث أن التغير في قطر المروحة عند الدخول (السحب) والخروج (الطرد) يكون صغير جداً، لذلك تُسمى المضخة محورية التدفق.

## العمل

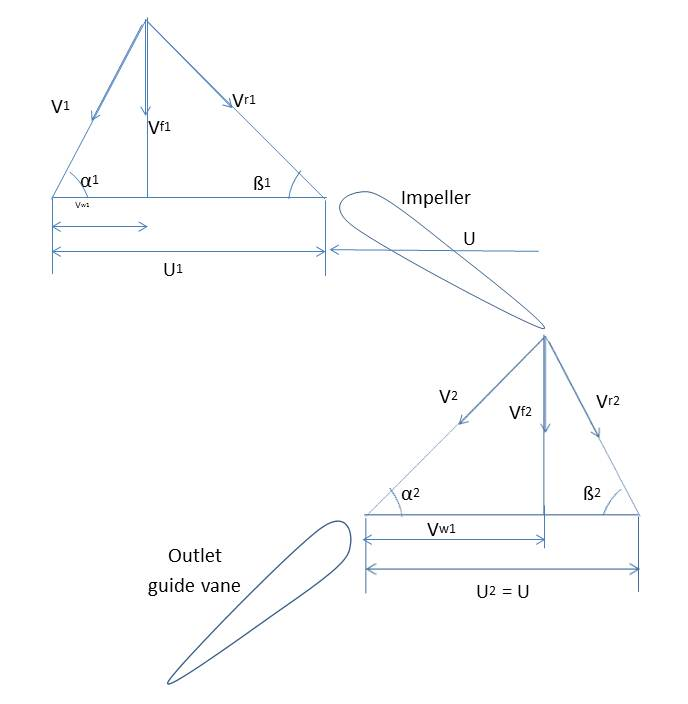
مثلث السرعة لمضخة محورية التدفق.
V: السرعة المطلقة للمائع.
U: السرعة الخطية للريشة.
V_{r}: السرعة النسبية للمائع.
V_{w}: مركبة السرعة المماسية من السرعة المطلقة للمائع، وتُسمى السرعة الدوامية.
V_{f}: مركبة السرعة المحورية من السرعة المطلقة للمائع.
الملحقات 1و 2: ترمز لدخول وخروج المائع من الريشة على الترتيب.
α: الزاوية بين السرعة المطلقة والريشة وتُسمى زاوية التدفق.
β: زاوية الريشة.

تحتوي المضخة محورية التدفق على مروحة دافعة تعمل بداخل حاوية. يتولد الضغط في المضخة محورية التدفق نتيجة تدفق المائع على شفراتالمروحة الدافعة.
يُدفع المائع في اتجاه موازي لعمود دوران المروحة الدافعة، لذلك لا تغير جسيمات المائع مواضعها الشعاعية خلال تدفقها في المضخة.

يسمح تصميم المروحة الدافعة بدخول المائع للمضخة موازياً لعمود دوران المروحة (محوري) ويخرج بشكل شبه محوري.
تُدارالمروحة الدافعة للمضخة محورية التدفق بواسطة محرك كهربائي.

## تصميم الريشة

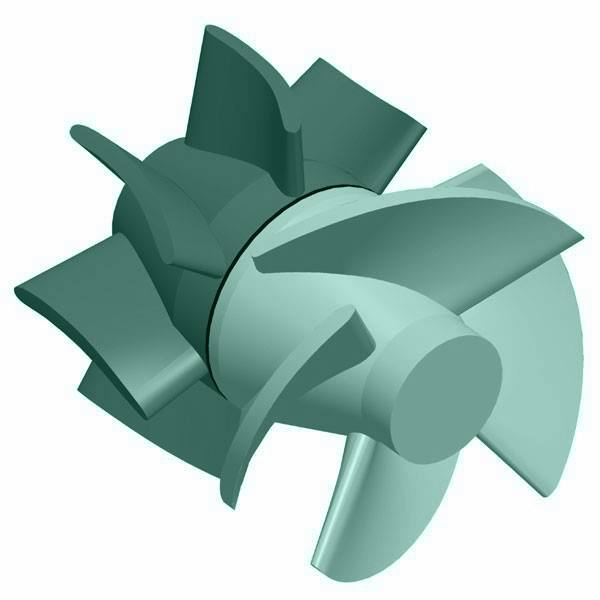
تكون شفرات المضخة محورية التدفق ملتوية.

يوجد قطاع في شفرات المضخة محورية التدفق على شكل جُنيح، يتدفق عليه المائع ويتكون الضغط. عند ثبوت معدل تدفق المائع نحصل على العلاقة التالية:

{\displaystyle V_{\rm {f1}}=V_{\rm {f2}}=V_{\rm {f}}}
لذلك تصبح الطاقة القصوى المنتقلة إلىالمائع لكل وحدة وزن:
{\displaystyle U{\frac {(U-V_{\rm {f}}\cot \beta _{\rm {2}})}{g}}}
يجب أن تكون المعادلة السابقة ثابتة لكل قيم {\displaystyle r} عند ثبوت انتقال الطاقة على الريشة بأكملها، لكن {\displaystyle U^{2}} ستزداد  بزيادة {\displaystyle r} (نصف قطر ريشة المروحة الدافعة)،  لذلك للمحافظة على ثبوت قيمة المعادلة يجب أن يكون هناك زيادة متساوية للمقدار {\displaystyle UV_{\rm {f}}\cot \beta _{\rm {2}}}، وحيث أن {\displaystyle V_{\rm {f}}} ثابتة فيجب أن تزيد {\displaystyle \cot \beta _{\rm {2}}} (مقلوب ظل الزاوية 2β) بزيادة {\displaystyle r}، لذلك تلتوي الريشة كلما تغير نصف القطر

## الخصائص

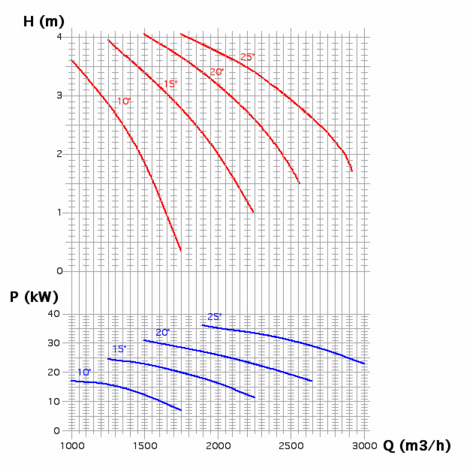
منحنى خصائص المضخة محورية التدفق. تظهر الخطوط الحمراء الأداء المختلف عند زاوية ميل للريشة متغيرة، بينما تشير الخطوط الزرقاء إلى القدرة المستهلكة.
H: الارتفاع الهيدروليكي (يُقاس بالمتر).
َQ: معدل تدفق المائع (متر مكعب/ساعة).
P: قدرة المحرك الكهربائي المستهلكة (تُقاس بالكيلو وات).

يوضح الرسم المقابل خصائص أداء المضخة محورية التدفق.

كما يظهر في الرسم فإن الارتفاع الهيدروليكي عند معدل تدفق مساوياً للصفر يُمكن أن يزيد حتى يساوي ثلاثة أضعاف الارتفاع الهيدروليكي عند نقطة أفضل كفاءة للمضخة.
تزداد أيضاً القدرة المستهلكة بانخفاض معدل التدفق، وتكون أقصى قدرة مستهلكة عندما يساوي معدل التدفق صفر.

تعاكس هذه الخاصية مثيلتها فيمضخة الطرد المركزي شعاعية التدفق، حيث تزدادالقدرة المستهلكة بزيادة معدل التدفق.
تزداد أيضاً القدرة المستهلكة والارتفاع الهيدروليكي بزيادةزاوية ميل الريشة، وبالتالي يسمح للمضخة بالتكيف حسب شروط النظام لاعطاء أفضل كفاءة.

## المميزات
إن الميزة الرئيسية للمضخة محورية التدفق أنها تنتج معدل تدفق مرتفع عند ارتفاع هيدروليكي منخفض نسبياً.

تستطيع المضخة محورية التدفق مقارنة بمضخة الطرد المركزي أن تنتج على سبيل المثال تدفق من المياه والموائع الأخرى يصل إلى ثلاثة أضعاف من أعماق أقل من 4 أمتار.
تستطيع أيضاً أن تُعدل بسهولة لتعمل عند الكفاءة العظمى عند التدفق المنخفض أو الضغط المرتفع والتدفق المرتفع أو الضغط المنخفض، وذلك بتغيير زاوية ميل ريش المروحة الدافعة (بعض الطرازات فقط).
لا يكون هناك تأثير كبير لدوران المائع في المضخة محورية التدفق، ويكون أيضاً طول شفرات المروحة الدافعة قصير. يؤدي هذا إلى مفاقيد هيدروديناميكية صغيرة وكفاءة مرحلة أكبر.
تُعتبر هذه المضخة أصغر المضخات بين المضخات التقليدية المتاحة، وتتناسب مع الارتفاعات الهيدروليكية المنخفضة والتدفق المرتفع.

## التطبيقات

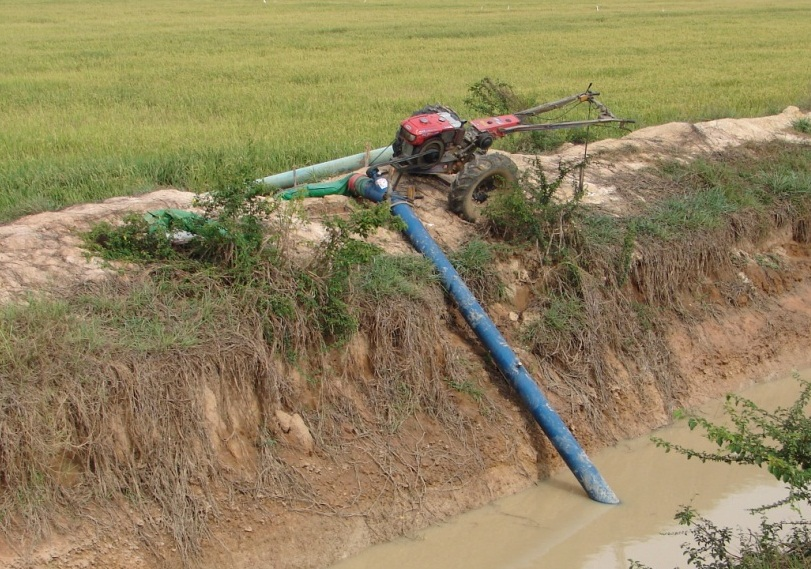
نموذج تايلاندي لمضخة محورية التدفق، قطرها 8 بوصة وطول الأنبوب 12قدم. تعمل بواسطة جرار ذو عجلتين قدرته 12 حصان، لترفع المياه من قناة الري إلى حقول الأرز المجاورة بواسطة أنبوب بلاستيك مرن.

أحد التطبيقات الشائعة للمضخة محورية التدفق هو التعامل مع مياه الصرف الصحي من المصادر التجارية والمحلية والصناعية.
تُستخدم أيضاً المضخات محورية التدفق فيمضخات النقل المسُتخدمة لموازنة السفن الشراعية. كما تُستخدم أيضاً في محطات الطاقة لضخ المياه من خزان أو نهر أوبحيرة أو بحر لتبريد المكثف الرئيسي.
تُستخدم المضخات محورية التدفق في الصناعات الكيميائية لتدوير كميات كبيرة من السائل، مثلما يحدث فيالمبخرات وأجهزة التبلور.
تُستخدم المضخة محورية التدفق في معالجة مياه الصرف الصحي، لإعادة تدوير المحلول المائي الممزوج داخلياً (تنقل المحلول الممزوج بالنترات من منطقة التهوية إلى منطقة نزع النيتروجين).
تُستخدم مضخات محورية التدفق ذات قدرة كبيرة جداً في الزراعة ومصائد الأسماك لرفع المياه بغرض الري والصرف. تُستخدم ملايين الوحدات المحمولة ذات القدرات الصغيرة (6-20 حصان) في شرق أسيا، وتُشغل غالباً بمحركات ديزل أوبنزين أحاديةالأسطوانة. تُستخدم هذه المضخات بواسطة صغار المزارعين لري المحاصيل والصرف ومصائد الأسماك.
تحسنت تصاميم المروحة الدافعة، وأدى ذلك لرفع كفاءة عملية الزراعة بالإضافة إلى تخفيض التكاليف. كانت التصاميم السابقة ذات أطوال أقل 2 متر، لكنها زادت إلى 6 متر أو أكثر في هذه الأيام مما سمح بوضع مصدر الطاقة (غالباجرار ذو عجلتين) في أماكن أكثر أمناً.